# داريل ريد (لاعب كرة قدم أمريكية أمريكي)
داريل ريد (بالإنجليزية: Darrell Reid)‏ هو لاعب كرة قدم أمريكية أمريكي، ولد في 20 يونيو 1982 في فريهولد في الولايات المتحدة.

## وصلات خارجية
- داريل ريد (لاعب كرة قدم أمريكية أمريكي) على موقع مرجع كرة القدم المحترفة.كوم (الإنجليزية)